# Косарик-Коваленко Дмитро Михайлович
Дмитро Михайлович Ковале́нко (псевдоніми — Коса́рик Дмитро, Оболонь, Рокитянський, Михайлович, Ген Ушер, Стьопченко; 31 жовтня 1904, Фидрівка — 21 лютого 1992, Київ) — український радянський письменник і літературознавець, кандидат філологічних наук з 1945 року; член літературної організації «Плугу». Батько радіоведучої Олени Коваленко.

## Біографія
Народився 18 [31] жовтня 1904 року у селі Фидрівцях (нині село Федорівка Кременчуцького району Полтавської області, Україна) у бідній селянській сім'ї. 1926 року закінчив Харківські вищі педагогічні курси імені Григорія Сковороди. Викладав у Рокитненському садово-городницькому технікумі. Брав участь у примусовій колективізації у Харківській області. На початку 1930-х років служив у Червоній армії. Під час служби систематично публікував нариси і новели у військових газетах та журналах.
Після закінчення аспірантури при Харківському університеті, протягом 1938—1952 років працював старшим науковим співробітником в Інституті літератури імені Тараса Шевченка Академії наук УРСР (під час німецько-радянської війни — кореспондентом республіканських газет). Член ВКП(б) з 1942 року.
У 1955—1963 роках працював в Інституті мистецтвознавства, фольклористики та етнології імені Максима Рильського Академії наук УРСР. Помер у Києві 21 лютого 1992 року. Похований на кладовищі рідного села.

## Творчість
Друкуватися почав 1922 року. Серед творів:
- збірка оповідань «Червона купіль» (1925, про життя комсомолу)
- збірка оповідань «Мій азимут» (1931);
- повість «Партизанський колодязь» (1932, про колективізацію на Харківщині);
- біографічний нарис «Пушкін на Україні» (1937);
- біографічний нарис «Пушкін, Шевченко, Горький в народних переказах» (1938);
- біографічний нарис «Горький в Україні» (1939);
- біографічний нарис «Войовниче життя Тараса Шевченка» (1942);
- історико-біографічні нариси «Братні зорі» (1945);
- нариси «Іван Вдовенко» (1945);
- розвідка «Шевченко-юнак в Петербурзі» (1949);
- «Давид Гурамішвілі: Нарис про життя і творчість» (1951);
- літературний портрет «Співець братнього єднання» (1955, про Давида Гурамішвілі);
- «Життя і діяльність Тараса Шевченка. Літературна хроніка» (1955);
- «Шевченківські місця на Україні» (1956);
- повість «Роботящим умам, роботящим рукам» (1961);
- повість «Син-колос» (1962);
- повість «Добром нагріте серце» (1962);
- літературна розповідь «Братні зорі» (1983, про творчі зв'язки діячів культури).

Написав чотири книги, присячені ролі Давида Гурамішвілі у розвитку україно-грузинських літературних зв'язків. У статті «Ленін і Шевченко» («Народна творчість та етнографія», 1964, № 2) розповів про ставлення Володимира Леніна до Тараса Шевченка та його поезії.
Брав участь у створенні книги «Визначні місця України».